# リットーミュージック
株式会社リットーミュージック（英語: Rittor Music,Inc.）は、音楽関連の雑誌等を取り扱う日本の出版社である。コンピュータ関連の出版社であるインプレスグループに属している。「リットーミュージックの中の、おもしろレーベル」として立東舎の名義でも書籍を刊行している。

## 概要
- 代表取締役：松本 大輔
- 所在地：東京都千代田区神田神保町1-105 神保町三井ビルディング

音楽と楽器生活の最強サポーターとして、楽器演奏者、音楽制作者向けの雑誌を多く出版するとともに楽譜、教則本など多くのコンテンツを手がける。楽器と音楽機材専門のWebショッピングモール「デジマート」や、Tシャツ オンデマンドストアの「TOD」も運営する。

## 沿革
- 1978年（昭和53年）4月10日 - 創立[2]、社名は当時販売提携を行っていた立東社より命名[3]。
- 1992年（平成4年） 7月 - 株式会社インプレス（現・株式会社インプレスホールディングス）による株式取得により、インプレス傘下となる[4]。
- 2015年、立東舎の名義での出版を始める（発売元はリットーミュージック）。
  - 2016年～2018年にかけて立東舎文庫を刊行した。

## 取り扱い商品

### 雑誌／Webサイト
- ギター・マガジン[5]
- ベース・マガジン[6]
- リズム&ドラム・マガジン
- キーボード・マガジン（休刊。当初の発表では季刊発行を終了して不定期刊行となる予定だったが「FILTER」(シンコーミュージック)に編集スタッフや幾つかの連載が継承された）
- アコースティック・ギター・マガジン[7]
- ウクレレ・マガジン
- パーカッション・マガジン（休刊→復刊[8]）
- サウンド&レコーディング・マガジン
- 楽器と音楽機材専門のWebショッピングモール「デジマート」
- 耳マン（2024年2月29日をもって新規コンテンツ配信終了[9]）
- Tシャツ オンデマンドストア「T-OD」[10]
- サックス&ブラス・マガジン（休刊）
- LUIRE（休刊）
- ダンス・スタイル（休刊）
- ダンス・スタイル・キッズ（休刊）
- ピアノスタイル（2012年12月号をもって休刊[11]）
- GROOVE（GROOVE SPRING 2015をもって休刊[12]）
- DOOP（休刊）
- バッヂ（休刊）
- インディーズ・マガジン（休刊）
- SiFT（休刊）
- Songs magazine（ソングス・マガジン）（2021年5月創刊[13]、2025年6月休刊発表[14]）

## 御茶ノ水 Rittor Base
御茶ノ水Rittor Baseはリットーミュージックが楽器の街・御茶ノ水に開設した多目的スペース。